# どんてん生活
『どんてん生活』は、山下敦弘監督による映画。ゆうばり国際ファンタスティック映画祭のオフシアター部門にてグランプリ受賞。東京国際映画祭で獲得した新人監督への助成金によって、山下監督の次回作『ばかのハコ船』が製作された。主演の山本浩司、共同脚本の向井康介、撮影の近藤龍人、など後の山下映画の布陣がここに始まる。大阪芸大の卒業制作作品だった。

## キャスト
- 山本浩司
- 宇田鉄平
- 山下敦弘
- 今枝真紀

## スタッフ
音楽：赤犬

## ストーリー
長大なリーゼントと赤ジャンという時代錯誤な風貌の元暴走族メンバーと、ヌーボーとしたプータローが、曇天の日にパチンコ屋で出会い、意気投合し、エロビデオのコピーの仕事を共同で始める。リーゼント男には別れた妻と子供がいて･･････。